# Пауль Гоффманн (1885)
Не плутати з іншим генерал-майором Паулем Гоффманном!
Пауль Вільгельм Отто Гоффманн (нім. Paul Wilhelm Otto Hoffmann; 2 грудня 1885, Ноєнбург — 10 жовтня 1979) — німецький воєначальник, генерал-майор вермахту.

## Біографія
Син поштаря Отто Гофманна і його дружини Іди, уродженої Грец. Мати Пауля померла через 9 днів після його народження. 12 березня 1904 року вступив в армію, служив в піхоті. Учасник Першої світової війни. Після демобілізації армії залишений в рейхсвері. 30 листопада 1932 року звільнений у відставку. 1 липня 1935 року вступив в службу комплектування, служив в Імперському військовому міністерстві.
З 12 жовтня 1937 по 1 липня 1940 року — офіцер зв'язку Генштабу сухопутних військ при головнокомандувачі крігсмаріне. З 31 липня 1940 року — командир 333-го піхотного полку, з 17 квітня 1941 року — 717-ї, з 1 листопада 1941 по 1 серпня 1942 року — 342-ї піхотної, з 10 вересня 1942 по 16 лютого 1943 року — 382-ї навчальної, з 1 серпня по 17 вересня 1943 року — 147-ї резервної дивізії. 6 жовтня 1943 року відряджений до командувача полоненими в 4-му військовому окрузі. 10-19 січня 1944 року пройшов курс службовця табору для військовополонених. З 5 лютого 1944 року комендант табору для полонених офіцерів IV D біля Гоєрсверди.

## Звання
- Лейтенант (18 серпня 1905; патент від 17 лютого 1904)
- Оберлейтенант (18 лютого 1913)
- Гауптман (24 грудня 1914)
- Майор (1 лютого 1925)
- Оберстлейтенант (1 жовтня 1929)
- Оберст (1 червня 1932)
- Оберст служби комплектування (1 липня 1935)
- Оберст (1 квітня 1941)
- Генерал-майор (1 червня 1941)

## Нагороди
- Залізний хрест
  - 2-го класу (15 вересня 1914)
  - 1-го класу (7 квітня 1915)
- Хрест «За військові заслуги» (Брауншвейг) 2-го класу (3 квітня 1915)
- Ганзейський хрест (Гамбург; 3 жовтня 1917)
- Нагрудний знак «За поранення» в сріблі (травень 1918)
- Почесний хрест ветерана війни з мечами
- Медаль «За вислугу років у Вермахті» 4-го, 3-го, 2-го і 1-го класу (25 років; 2 жовтня 1936) — отримав 4 нагороди одночасно.
- Хрест Воєнних заслуг 2-го класу з мечами (20 квітня 1941)
- Застібка до Залізного хреста
  - 2-го класу (17 листопада 1941)
  - 1-го класу (10 березня 1942)
- Орден Корони Румунії, командорський хрест з мечами (16 липня 1942)
- Медаль «За зимову кампанію на Сході 1941/42» (3 листопада 1942)